# Cosimo de' Bardi

Stemma Bardi

Cosimo de' Bardi (Firenze, 1576 – Firenze, 18 aprile 1631) è stato un giurista e arcivescovo cattolico italiano, membro della facoltosa famiglia fiorentina dei Bardi.

## Biografia
Nacque a Firenze da Giovanni Maria dei conti di Vernio e da Lucrezia Salviati. Dotto nelle lingue antiche e moderne, si laureò in giurisprudenza allo Studio di Pisa e nel 1601 fu nominato accademico della Crusca ove assunse il nome di Annaffiato, ma non risulta che abbia lasciato alcuna opera né a stampa né manoscritta.
Visse a Roma già a partire dal 1592. Nella Curia pontificia conseguiva progressivamente le cariche di vicelegato del cardinal Bonifazio Caetani a Ravenna, di delegato (governatore) di Imola e poi di Terni, quindi delegato del cardinale Antonio Barberini. 
Nel 1604 divenne canonico della cattedrale di Santa Maria del Fiore dopo la rinuncia del fratello Filippo, che nel frattempo era stato promosso al vescovado di Cortona.
Nel 1614 fu nominato Rettore del Contado Venassino, mentre nel 1616 fu promosso a vescovo di Carpentras. 
Attraverso i suoi numerosi viaggi aveva acquistato una vasta conoscenza dei costumi e delle genti. 
Il 26 settembre 1630 fu nominato arcivescovo di Firenze e il 6 dicembre dello stesso anno fu nominato assistente al soglio pontificio.
Morì però dopo pochi mesi di episcopato, vittima della peste, il 18 aprile 1631.

## Genealogia episcopale
La genealogia episcopale è:
- Cardinale Juan Pardo de Tavera
- Cardinale Antoine Perrenot de Granvelle
- Cardinale Francisco Pacheco de Villena
- Papa Leone XI
- Cardinale Ottavio Bandini
- Arcivescovo Cosimo de' Bardi